# Якби нам розповіли про Париж
«Якби нам розповіли про Париж» (фр. Si Paris nous était conté) — французький історичний фільм-драма 1955 року, поставлений режисером Саша Гітрі.

## Сюжет
Історія Парижа, від її витоків до 1955 року, розказана молодим учням Саша Гітрі, у формі «декларації світлої любові».
Людовик XI отримує першу друковану книгу з рук Комміна; Франциск I захоплюється скарбами, доставленими з Італії: їх бракувало для того, щоб надати Парижу легкість, яку так потребувало місто. Генріх III, що бачив за своє життя стільки вбивств, поодиноких і масових (Варфоломіївська ніч), причому багато яких здійснювався за його наказом (вбивство герцога де Гіза), у свою чергу, гине від руки «злого ченця» Жака Клемана. Генріх IV приймає католицьку віру, щоб одружитися з красунею Габріель д'Естре, поклавши тим самим край релігійним війнам. Та вимовляє слова «Париж коштує обідні», подарувавши їх довіку своєму царственому чоловікові.
Радник Бруссель повстає проти непосильних податків, якими обкладається народ. Його саджають у Бастилію, будівництво якої почалося в 1370 році. Мазаріні звільняє Брусселя, оскільки кардинал назначає його начальником в'язниці. Відтепер Брусселю не судилося її полишити. Бастилія приймає у свої стіни різних в'язнів: загадкових (Людина в залізній масці) і знаменитих (молодий Вольтер і Латюд, що втілює народ; останній багато разів намагається втекти, але все-таки проводить в ув'язненні 35 років. Коли 14 липня 1789 року фортецю-символ захоплюють революціонери, вони звільняють лише сімох в'язнів на очах у Бомарше, що живе у будинку навпроти.
Страта Людовика XVI; одіозний процес над Марією-Антуанеттою. Король Луї-Філіп думає, що здобув народну любов, ведучи життя простого міського мешканця, проте лише провокує революцію 1848 року. Кароліні Деланнуа, кокотка часів Другої імперії, в наші дні (1955) відмічає столітній ювілей та розповідає двом журналістам про те, що їй довелося побачити: про розкішні свята в Тюїльрі з імператрицею, про 103 уряди Третьої республіки, про те, як французький комічний співак Полюс (Жан-Поль Абан, 1845―1908) обезсмертив генерала Буланже, вигадавши про нього пісню, і про те, як Іветт Гільбер співала свій знаменитий «Фіакр». Сам Гітрі згадує про народження «Сірано де Бержерака» і Всесвітню виставку 1900 року, де вічний трубадур, що на очах сучасників пройшов крізь віки, вихваляє чесноти звичайного француза. На площі Тертр живопис (Моріс Утрілло) зустрічається з поезією (Поль Фор).

## У ролях
| • Саша Гітрі           | … | оповідач / Людовик XI    |
| • Лана Марконі         | … | Марія-Антуанетта         |
| • Мішель Морган        | … | Габріель д'Естре         |
| • Робер Ламуре         | … | Латюд                    |
| • Луї де Фюнес         | … | Антуан Аллегре           |
| • Сімона Ренан         | … | маркіза де Ла Тур-Мабор  |
| • Франсуаза Арнуль     | … | герцогиня де Бассано     |
| • Даніель Дар'є        | … | Агнеса Сорель            |
| • Жан Маре             | … | Франциск I               |
| • Жан Мартінеллі       | … | Генріх IV                |
| • Жизель Паскаль       | … | графиня де Монбелло      |
| • Еміль Дран           | … | Віктор Гюго              |
| • Жак Думеніль         | … | кардинал Рішельє         |
| • Клод Нольє           | … | Анна Австрійська         |
| • Жерар Філіп          | … | трубадур                 |
| • Жильбер Бокановський | … | Людовик XVI / Гуго Обріо |
| • Філіпп Рішар         | … | Луї-Філіпп I             |
| • Жизель Гранпре       | … | Маркіза де Севіньє       |
| • Софі Демаре          | … | Роз Бертен               |
| • Маргеріт П'єррі      | … | столітня стара           |

| • Клеман Дюур      | … | Аристид Брюан            |
| • П'єр Ларкей      | … | Бруссель                 |
| • Жан Тіссьє       | … | сторож в музеї Карнавалє |
| • Андрекс          | … | Полюс                    |
| • Андре Роанн      | … | Дідро                    |
| • Жан Вебер        | … | Генріх III               |
| • Жан-Франсуа Ремі | … | Мазаріні                 |
| • Поль Коллін      | … | Карл VII                 |
| • Жан Дебюкур      | … | Філіпп де Коммін         |
| • Андре Дювале     | … | Беранже                  |
| • П'єр Ванек       | … | Франсуа Війон            |
| • Антуан Бальпетре | … | Поль Верлен              |
| • Еме Кларіон      | … | П'єр Бомарше             |
| • Бернар Деран     | … | Вольтер в молодості      |
| • Жак де Фероді    | … | Вольтер у старості       |
| • Жильбер Жиль     | … | Мольєр                   |
| • Робер Мануель    | … | Гюстав Флобер            |
| • Ірен Тюнк        | … | графиня де Малазе        |
| • Моріс Утрілло    | … | в ролі самого себе       |
| • Поль Фор         | … | в ролі самого себе       |

## Знімальна група
- Автор сценарію — Саша Гітрі
- Режисер-постановник — Саша Гітрі
- Виконавчий продюсер — Клемен Дюур
- Лінійні продюсери — Генрі Дойчмайстер, Ален Пуаре
- Оператор — Філіпп Агостіні
- Композитор — Жан Франсе
- Монтаж — Полетт Робер
- Художник-постановник — Рене Рену
- Художник по костюмах — Монік Дюнан, Меггі Руфф
- Художник-декоратор — Генрі Шмітт